# Sanat Naft Abadan
Sanat Naft (perz. صنعت نفت) je iranski nogometni klub iz Abadana u Huzestanu. Pokrovitelj mu je iranska naftna industrija.
Osnovan je 2. listopada 1972. godine, a glavno igralište mu je Stadion Tahti koji prima 22.000 gledatelja.
Sudjeluje u iranskoj prvoj nogometnoj lizi i najveći uspjeh mu je 9. mjesto ostvareno u sezoni 2010./11.

## Vanjske poveznice
- (perz.) Službene klupske stranice
- (engl.) Statistike iranske profesionalne lige